# Mathematische Strenge

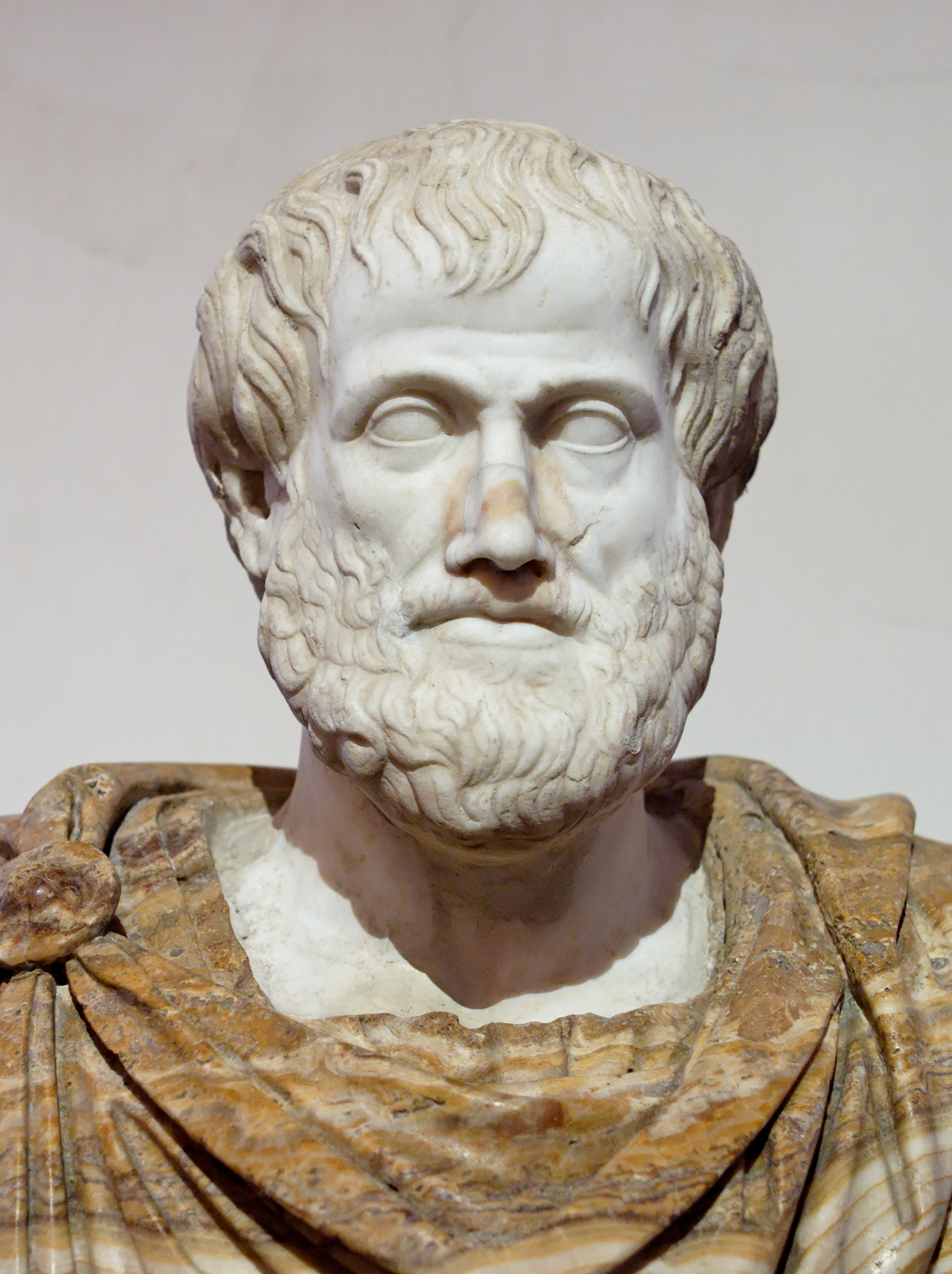
Aristoteles, Begründer der Logik

Unter mathematischer Strenge (in etwas anderem Zusammenhang oft auch mathematischer Präzision) wird eine klare logische Vorgehensweise innerhalb der Mathematik und anderer auf ihr basierender Wissenschaften verstanden. Sie umfasst zum einen die axiomatische Vorgehensweise anhand scharfer Definitionen und zum anderen zwingende Beweise. Weiter wird die Methode der systematischen Deduktion angestrebt. Als Konsequenz sind mathematische Sätze prinzipiell endgültige und allgemeingültige Wahrheiten, so dass die Mathematik als die exakte Wissenschaft betrachtet werden kann. Mathematische Strenge ist kein Selbstzweck, sondern notwendiges Mittel, um bleibenden Fortschritt in der Mathematik zu ermöglichen. Auch ist sie im griechischen Sinne eine gute Schule des Denkens. In der Nachwirkung ergibt sich durch die mathematische Strenge auch eine Vereinfachung mathematischer Betrachtungen.

## Geschichte

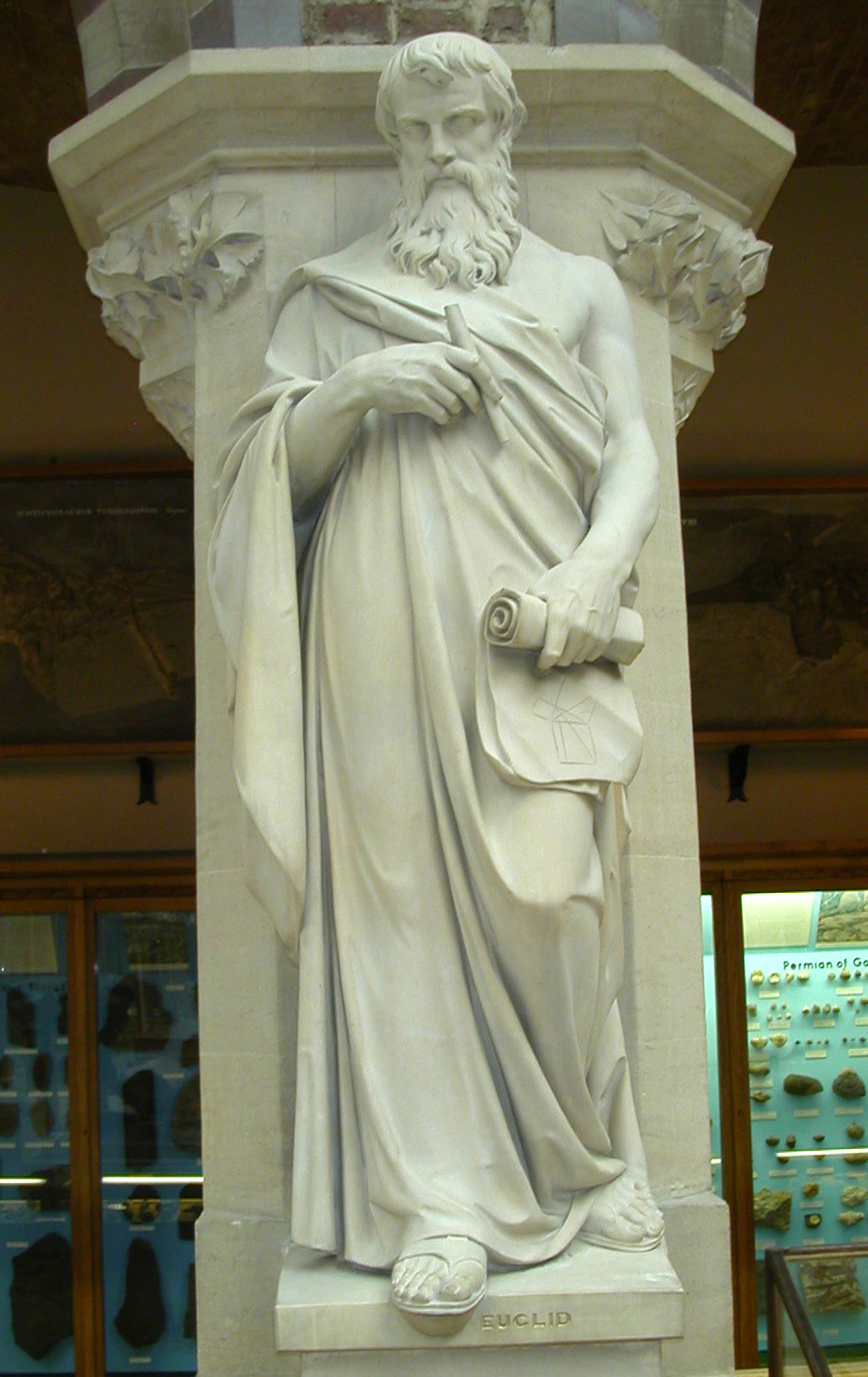
Darstellung des Euklid, Oxford University Museum

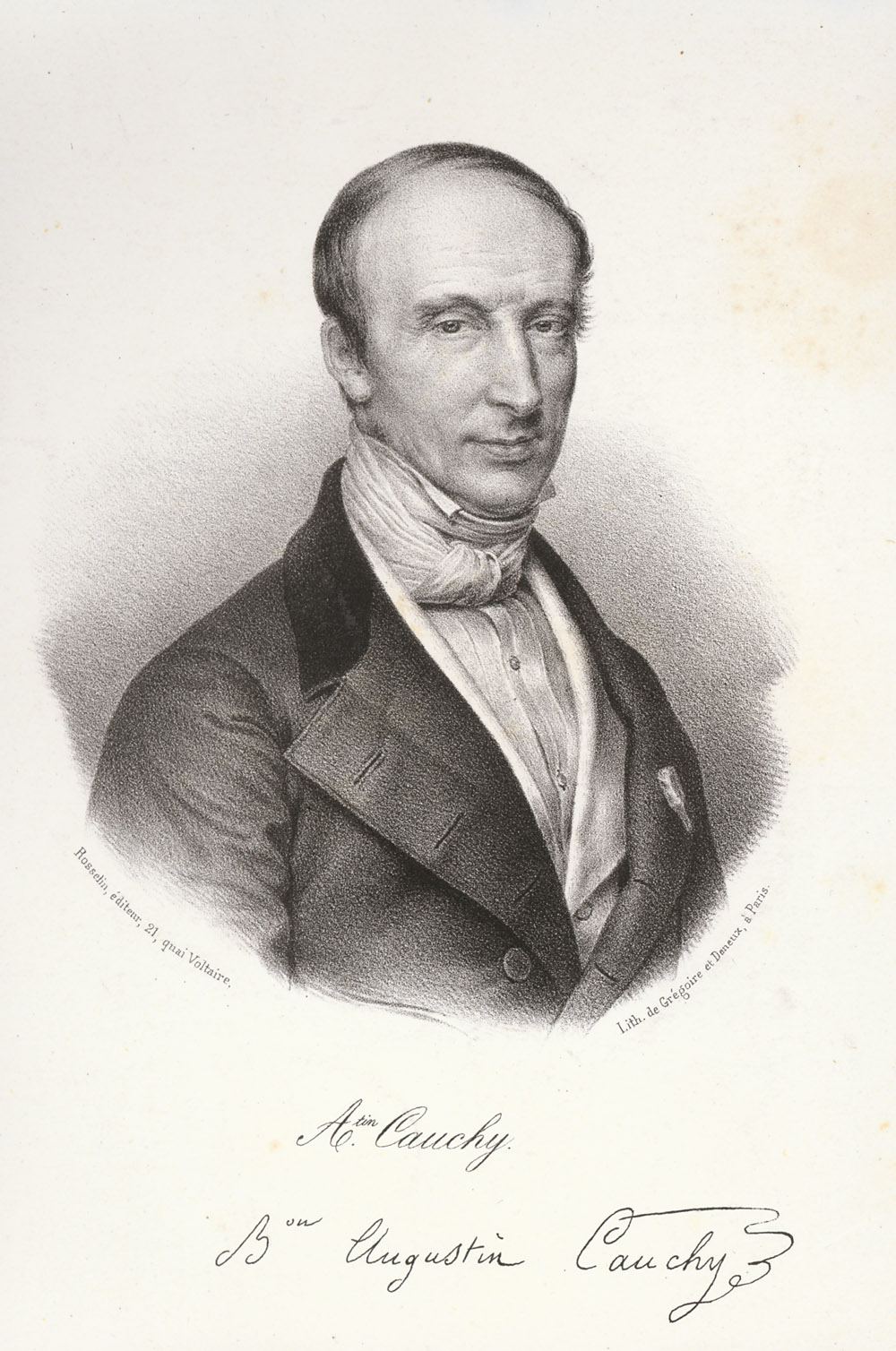
Augustin Louis Cauchy

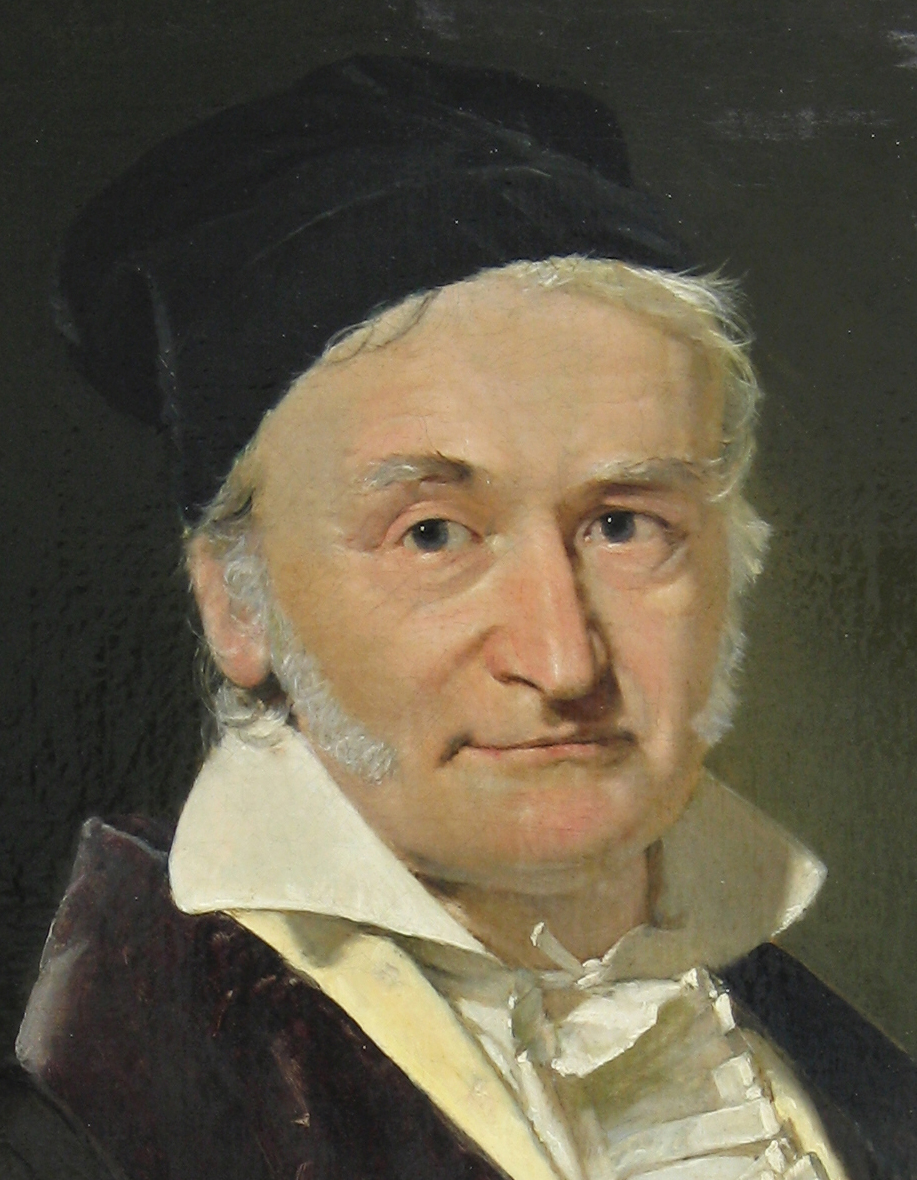
Carl Friedrich Gauß

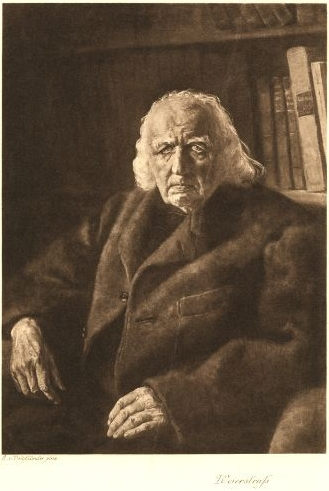
Karl Weierstraß

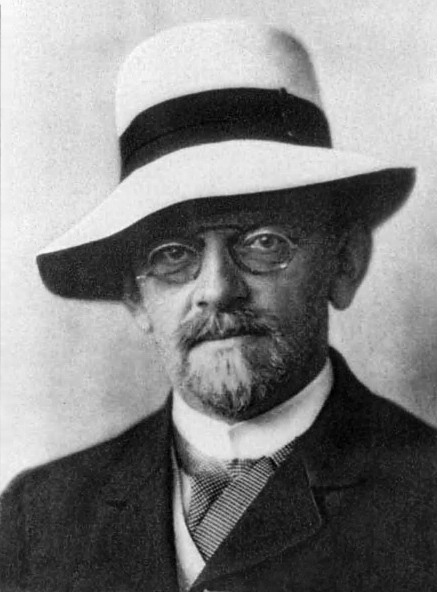
David Hilbert (1912)

Bereits in der griechischen Mathematik finden sich insbesondere bei Euklid in seinen Elementen (Ende 4. Jh. v. Chr.) erste Versuche mathematischer Strenge durch Axiomatisierung und systematische mathematische Deduktion. Es wurde in der Antike jedoch oft eine weniger strenge Behandlung der Mathematik als die euklidische vorgezogen. Auch war klar, dass sich das Prinzip der mathematischen Strenge nicht auf alle Wissenschaften übertragen lässt. So schreibt Aristoteles „Mathematische Strenge ist nicht in allen Dingen zu fordern, wohl aber in den unmateriellen.“
Nach einer längeren Periode der Stagnation begann erst im 17. Jahrhundert ein Aufschwung der mathematischen Wissenschaften mit der analytischen Geometrie und Infinitesimalrechnung. Das griechische Ideal der Axiomatik und systematischen Deduktion war jedoch den produktiven Mathematikern dieser Zeit hinderlich. Die Ergebnisse spielten eine größere Rolle als der Weg dorthin. Ein starkes intuitives Gefühl und eine fast blinde Überzeugung von der Kraft der neu erfundenen Methoden rechtfertigte zunächst dieses Vorgehen. Das Zeitalter der beginnenden Industrialisierung unterstützte diese Form noch weiter. Mit dieser Selbstsicherheit sagte noch 1810 Sylvestre Lacroix: „Solche Spitzfindigkeiten, mit denen sich die Griechen abquälten, brauchen wir heute nicht mehr.“
Erst zu Beginn des 19. Jahrhunderts wurde die stark zunehmende Fortschrittsgläubigkeit durch eine neu erwachende Selbstkritik abgelöst. Es kam das Bedürfnis nach Sicherung der Ergebnisse und Klarheit. Unterstützt wurde dieser Prozess nach der französischen Revolution durch eine starke Popularisierung der Wissenschaften.
Die Disquisitiones Arithmeticae von Carl Friedrich Gauß gelten als eines der ersten mustergültigen Werke mathematischer Strenge. Es ist ganz im Stil von Satz – Beweis – Korollar geschrieben, enthält keine Motivation der eingeschlagenen Beweisrichtungen und verbirgt sorgfältig die Art und Weise, wie Gauß zu seinen Entdeckungen kam. Der letzte Aspekt beruht jedoch teilweise auf dem Erfordernis mathematischer Strenge und nicht auf einer besonderen Eigenart von Gauß. Er hängt mit der weiter unten diskutierten Forderung nach absoluter „Redundanzfreiheit“ zusammen.
Durch die Arbeiten von Augustin Louis Cauchy und Karl Weierstraß wurde insbesondere die Infinitesimalrechnung auf eine sichere und strenge Grundlage gestellt. Das 19. Jahrhundert war somit gekennzeichnet durch eine erfolgreiche Besinnung auf das klassische Ideal der Präzision und der Strenge der Beweisführung, wobei das Vorbild der griechischen Wissenschaft noch übertroffen wurde. Bereits vor Cauchy hat Bernard Bolzano 1817 mit der Arbeit Rein analytischer Beweis des Lehrsatzes, daß zwischen zwey Werthen, die ein entgegengesetztes Resultat gewähren, wenigstens eine reelle Wurzel der Gleichung liege einen wichtigen Beitrag zur strengen Behandlung der Analysis geliefert.

## Zitate
Einer der Hauptverfechter mathematischer Strenge, verbunden mit enormer Vielseitigkeit, war David Hilbert. Er formulierte auf dem Internationalen Mathematiker-Kongress 1900 in Paris:

„Wir erörtern noch kurz, welche berechtigten allgemeinen Forderungen an die Lösung eines mathematischen Problems zu stellen sind: ich meine vor allem die, daß es gelingt, die Richtigkeit der Antwort durch eine endliche Anzahl von Schlüssen darzutun, und zwar auf Grund einer endlichen Anzahl von Voraussetzungen, welche in der Problemstellung liegen und die jedesmal genau zu formulieren sind. Diese Forderung der logischen Deduktion mittels einer endlichen Anzahl von Schlüssen ist nichts anderes als die Forderung der Strenge in der Beweisführung. In der Tat, die Forderung der Strenge, die in der Mathematik bekanntlich von sprichwörtlicher Bedeutung geworden ist, entspricht einem allgemeinen philosophischen Bedürfnis unseres Verstandes, und andererseits kommt durch ihre Erfüllung allein erst der gedankliche Inhalt und die Fruchtbarkeit des Problems zur vollen Geltung. Ein neues Problem, zumal, wenn es aus der äußeren Erscheinungswelt stammt, ist wie ein junges Reis, welches nur gedeiht und Früchte trägt, wenn es auf den alten Stamm, den sicheren Besitzstand unseres mathematischen Wissens, sorgfältig und nach den strengen Kunstregeln des Gärtners aufgepfropft wird.

Zudem ist es ein Irrtum zu glauben, daß die Strenge in der Beweisführung die Feindin der Einfachheit wäre. An zahlreichen Beispielen finden wir im Gegenteil bestätigt, daß die strenge Methode auch zugleich die einfachere und leichter faßliche ist. Das Streben nach Strenge zwingt uns eben zur Auffindung einfacherer Schlußweisen; auch bahnt es uns häufig den Weg zu Methoden, die entwicklungsfähiger sind als die alten Methoden von geringerer Strenge.“

Alexander Danilowitsch Alexandrow sagte:

„Moralisch lehrt uns die Mathematik, sich streng gegenüber dem zu verhalten, was als
Wahrheit behauptet wird, was als Argument hervorgebracht wird oder was als Beweis angeführt
wird. Die Mathematik fordert Klarheit der Begriffe und Behauptungen und duldet keinen Nebel
und keine unbeweisbaren Erklärungen.“

## Redundanzfreiheit
Die oben angedeuteten persönlichen Eigenschaften von Carl Friedrich Gauß wurden von den Mathematikern quasi „internalisiert“, und zwar durch das implizit oder explizit geforderte Prinzip der Redundanzfreiheit: Alle überflüssigen Aussagen sollen eliminiert werden und das Verständnis des Gesagten wird dem Leser überlassen (sachliche Richtigkeit und Wichtigkeit vorausgesetzt). In einer typischen mathematischen Arbeit sind daher außer Satzaussagen, Voraussetzungen sowie der Durchführung von Beweisschritten bestenfalls noch begründende Aussagen der folgenden Art erwünscht: „Dieses Resultat ist deshalb wichtig, weil …“, sodass die einzelnen Aussagen zumindest in die richtigen Zusammenhänge gebracht werden. Dieses Prinzip der „Redundanzfreiheit“ ist für die Realisierung mathematischer Strenge nützlich bzw. notwendig und verbietet persönlich gefärbte Zusätze als „überflüssig und u. U. sogar schädlich für die Sache“, ist aber gleichzeitig eines der größten Hindernisse für die Verständlichkeit vieler mathematischer Aussagen, bzw. allgemein ein Hauptgrund für die oft beklagte Unverständlichkeit des „mathematischen Stils“ mit seinen Lemmata, Theoremen und Korollaren samt der Undurchschaubarkeit vieler dazugehöriger Beweise.

## Die Bourbakisten
Besonders ausgeprägt, und zunehmend abstrakter, wurde der „mathematische Stil“ in den unter dem Pseudonym Nicolas Bourbaki veröffentlichten Arbeiten, umfangreichen Handbüchern, einer Gruppe hervorragender französischer Mathematiker, die von 1934 ab eine Gesamtdarstellung der Mathematik anstrebten. Nach jahrzehntelang dominierendem Einfluss dieses Autorenkollektivs ist aber gegenwärtig die Tendenz zunehmender Strenge und Abstraktion anscheinend eher leicht rückläufig.